# Rudolf Heins
Rudolf Heins (* 18. Oktober 1819 in Harburg, Königreich Hannover; † 30. Januar 1869 in Geestemünde, Provinz Hannover) war ein deutscher Mediziner und Hochschullehrer. In der Mitte des 19. Jahrhunderts war er der erste „Generalarzt“ (Chef des Sanitätsdienstes) der ersten deutschen Flotte.

## Leben
Als Sohn eines Inspektors in Harburg besuchte Heins das Johanneum Lüneburg. Mit einem Zeugnis der Chirurgischen Schule zu Hannover immatrikulierte er sich am 30. November 1839 an der Georg-August-Universität Göttingen für Medizin. Er renoncierte beim Corps Lunaburgia, das sich am 29. Januar 1839 auflöste und  den gesamten „Waffenapparat“ dem  Corps Brunsviga Göttingen schenkte. So wurde Heins bei Brunsviga recipiert. Am 1. Dezember 1841 verteidigte er in Göttingen seine Thesen:
1. Physiologiam oculi Physice destitutam vanam esse.
2. Acida oxygenalia attamen existere.
3. Variolam et Varioloidem minime cundum esse morbum.
4. Intoxicationem arsenicalem certissimis signis probari posse contendo.

Nach der Promotion zum Dr. med. betrieb er seine ärztliche Ausbildung in Berlin, Leipzig und Göttingen. Er habilitierte sich 1846 an der Georg-August-Universität und lehrte 1846 und 1847 als Privatdozent an der Medizinischen Fakultät. Er hatte die Lehrbefugnis für Pharmakologie, pathologische und physiologische Chemie und Histologie. Seit 1848 Dirigent des Militärhospitals, wurde er am 16. März 1849 zum Marine-Stabsarzt ernannt. Als die Flotte nicht mehr für nötig gehalten und aufgelöst wurde, wurden die provisorisch angestellten Ärzte von April bis Juli 1852 entlassen. Die Entlassung des Stabsarztes (Heins) stand für den 20. März 1853 an. Während die Seeoffiziere zur Preußischen Marine übergingen, suchten die Ärzte zivile Stellungen. Heins ließ sich als praktischer Arzt in Geestemünde nieder. Dort starb er im 50. Lebensjahr.
In seinen Dienstvorschriften für die Reichsflotte stützte sich Admiral Karl Rudolf Brommy im Abschnitt „Vom ärztlichen Personal“ auf Heins. Die Kaiserliche Marine übernahm sie im Wesentlichen. Schon das »Reglement für den Sanitäts-Dienst bei der Königlich Preußischen Marine« von 1852 zeugt von Heins.

### Hintergrund
Beim Aufbau der Reichsflotte 1848 bemühte sich die Marineabteilung des zuständigen Reichshandelsministeriums unter Arnold Duckwitz von Anbeginn um einen gut funktionierenden Sanitätsdienst. Sie wendete sich deshalb an Heins, der sich als Dirigent des dortigen Militärhospitals empfohlen hatte. Am 25. Januar 1849  teilte er mit, dass er für ein Jahr zur Verfügung stände. Schon am 15. Februar legte er Vorschläge für die Einrichtung und Ausrüstung von Schiffsapotheken vor. In vier Anlagen waren für Besatzungen von 100 bis 1000 Mann notwendige Medikamente, Gerätschaften und Utensilien, Materialien  und Preise für ein Jahr aufgeführt. Für Schiffe ohne Platz für Apotheken (Kanonenboote) wurden Medizinkästen ausgegeben. Am 16. März erhielt Heins die Anstellung als Stabsarzt. Fünf Tage später war er in Hamburg. Als Mitglied und Schriftführer der Provisorischen Marine Medicinal Commission prüfte er mit zwei Oberärzten (= Chefärzten) des Allgemeinen Krankenhauses Ärzte, die sich für die Anstellung in der Kriegsmarine beworben hatten, auf ihre „Qualification für den Seedienst“.
Als Heins ein halbes Jahr früher, am 29. Mai, in Bremerhaven angekommen war, gab es hiervon noch nichts. Die in Listen überlieferte medizinische Ausstattung der Hamburger Flottille  entsprach in Qualität und Menge englischen Medizinkisten; ortsansässige Praktiker betreuten in Brake und Bremerhaven die Marineangehörigen.

### Hospitäler
Am 5. Juni beantragte Heins für Bremerhaven ein provisorisches Hospital für 36 Kranke. Ein hierzu hergerichtetes kleineres Privathaus reichte im März 1850 für den ersten Bedarf. 1851 war das Marinehospital in das spätere Gebäude der Amtsverwaltung und dann des Amtsgerichtes in der Bülowstraße in Geestemünde verlegt. Es hatte 80 Betten. Bis April 1852 betreuten hier der Stabsarzt, ein Arzt und  Krankenwärter die Patienten.
In Brake wurde, als dort im September 1849 vereinzelte Pocken- und Choleraerkrankungen auftraten, das frühere Kriegsche Haus als Marinehospital angemietet. Eine Besichtigungskommission fand es im März 1850 besser als das in Bremerhaven. Im November brach auf einem der in Brake liegenden Schiffe der Reichsmarine die Cholera aus. 91 von 500 Mann erkrankten mit enteralen Symptomen. Neun starben. Den Marineärzten gelang es, die Seuche auf die Schiffe zu beschränken und sie in knapp drei Wochen zum Erlöschen zu bringen. Anfang 1850 bestanden Bestrebungen, Brake zur zentralen Flottenbasis  auszubauen. Zeichnungen für ein Hospitalgebäude mit Zentralapotheke sind erhalten.

### Ärzte der deutschen Flotte von 1848–1853
1. Rudolf Heins
2. Carl Hartmann
3. Christian Jacob Martin Dirks
4. Franz Joseph Theodor Hermand
5. Karl Buchheister
6. Heinrich Wilhelm Ottomar Wagner
7. Karl Friedrich August Biel
8. Franz Joseph Heusler
9. Georg Friedrich Heinrich Aschenfeld
10. Ludolf Ballauf
11. Alexander Zündt
12. Friedrich August Stock
13. Martin Friedrich Cassius

## Ehrungen
- Guelphen-Orden IV.  Klasse
- Oldenburgischer Haus- und Verdienstorden des Herzogs Peter Friedrich Ludwig